# 909
909 (CMIX) fue un año común comenzado en domingo del calendario juliano, en vigor en aquella fecha.

## Acontecimientos
- Posible fundación de la Abadía de Cluny (o en 910).
- Inicio de la dinastía Fatimí en Egipto.
- Munio Núñez es nombrado conde de Amaya.
- La dinastía Aghlabí del Norte de África fue derrocada por los Fatimíes.